# フランス国鉄X73900形気動車

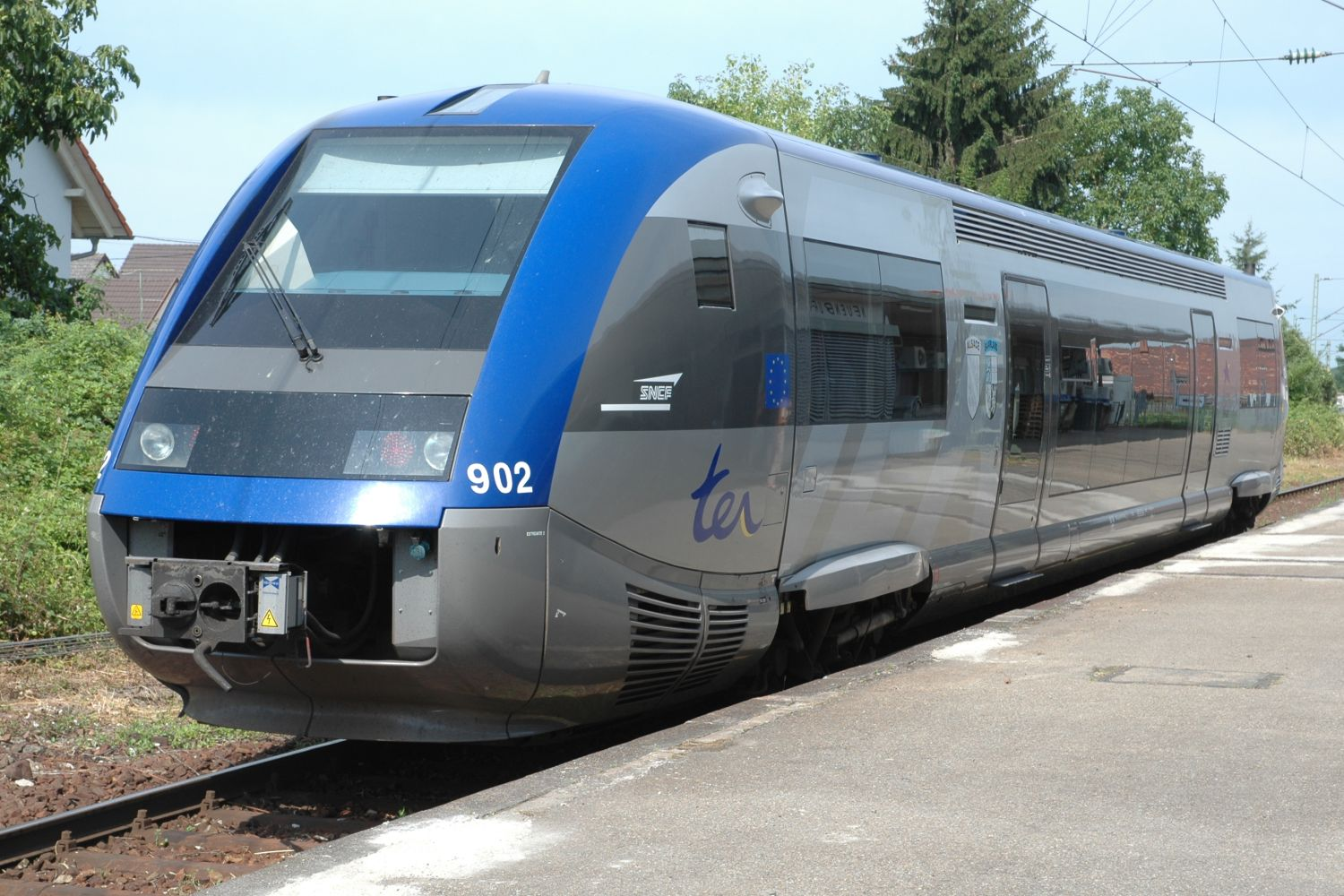
X73900形気動車
X73902

フランス国鉄X73900形気動車（フランスこくてつX73900形きどうしゃ）は、フランス国鉄（SNCF）の気動車。X73500形を基礎としており、フランスとドイツの国境を越える運用のために、ドイツ仕様の列車制御システム（PZB）を装備している。2001年から2004年にかけてAlsthom DDFによって製造された。

## 概要
主に単行で運用されるが、最大で3両を連結して運転することが可能な設計となっている。
ドイツ鉄道の641形気動車と共通の設計で、同時に発注された。

### 特徴
列車には、それまでのTER用車両と比べて、次のような特徴を持つ。
- 列車内外の案内表示器
- 車いすや足の不自由な乗客のための、広いドアのある車内の低床区域
- 冷房装置
- 事故の際の被害を軽減するために強化された運転台

X 73901 - X73919の番号が付けられている。

### 塗装
- TER塗装 : メタリックグレーとブルーの塗装。TERのロゴが特徴で、ほとんどのX73900はこのカラーリングとなっている。
- ドイツ鉄道塗装 : X73913 - X73915は、ドイツ鉄道のロゴの付いた赤いカラーリングを纏う。

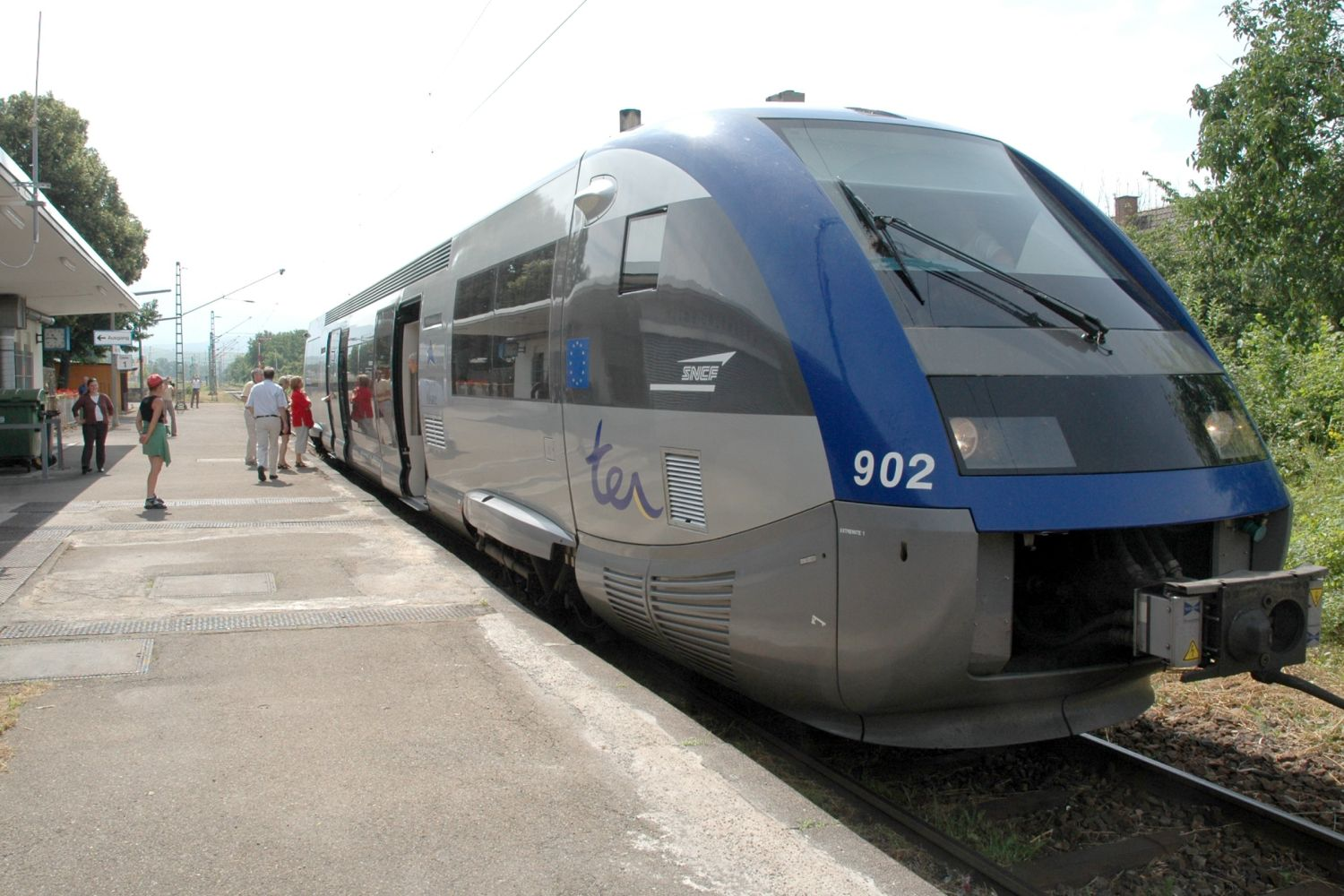
X73902
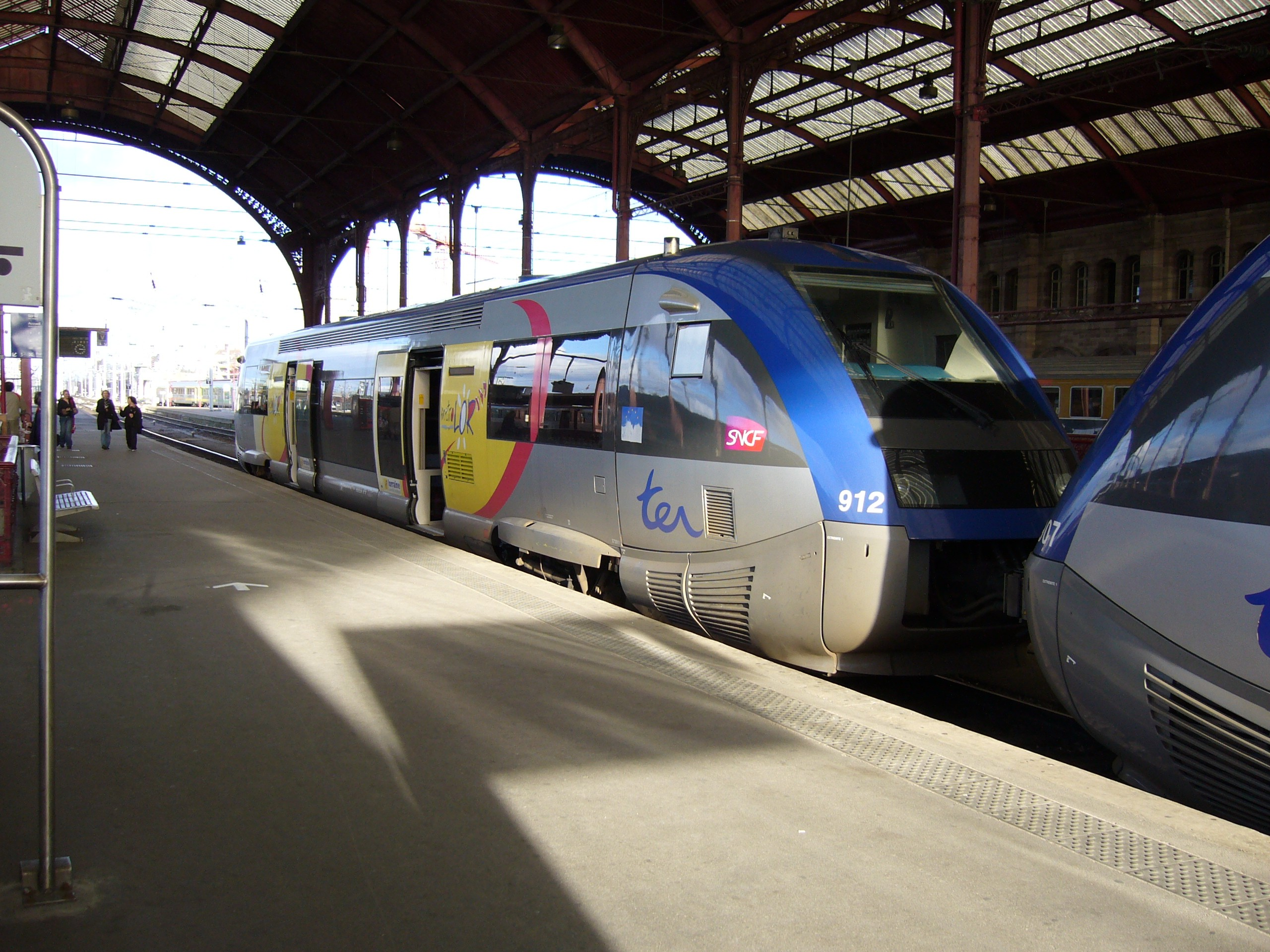
ラッピングが施された車両 X73912
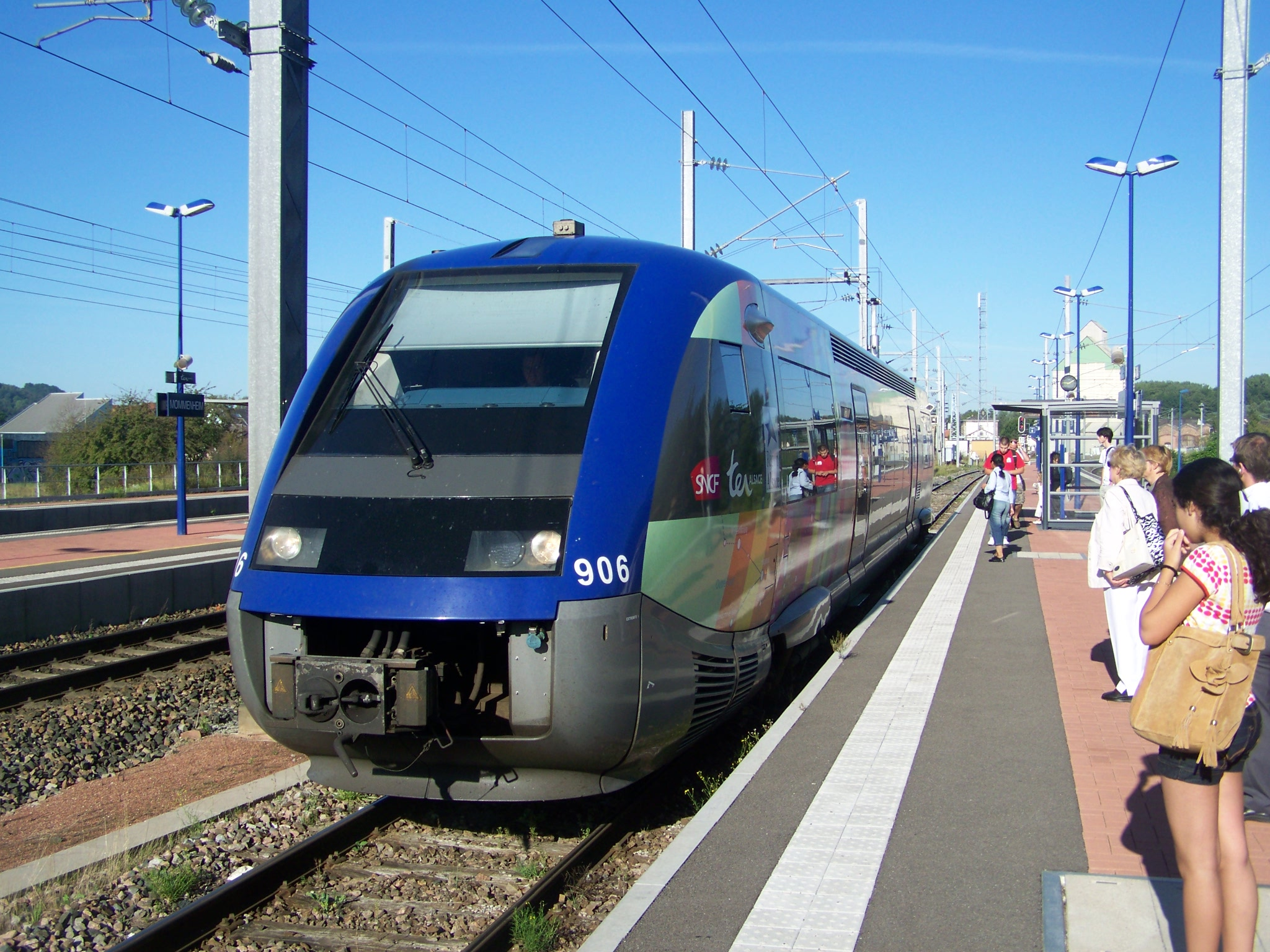
ラッピングが施された車両 X73906
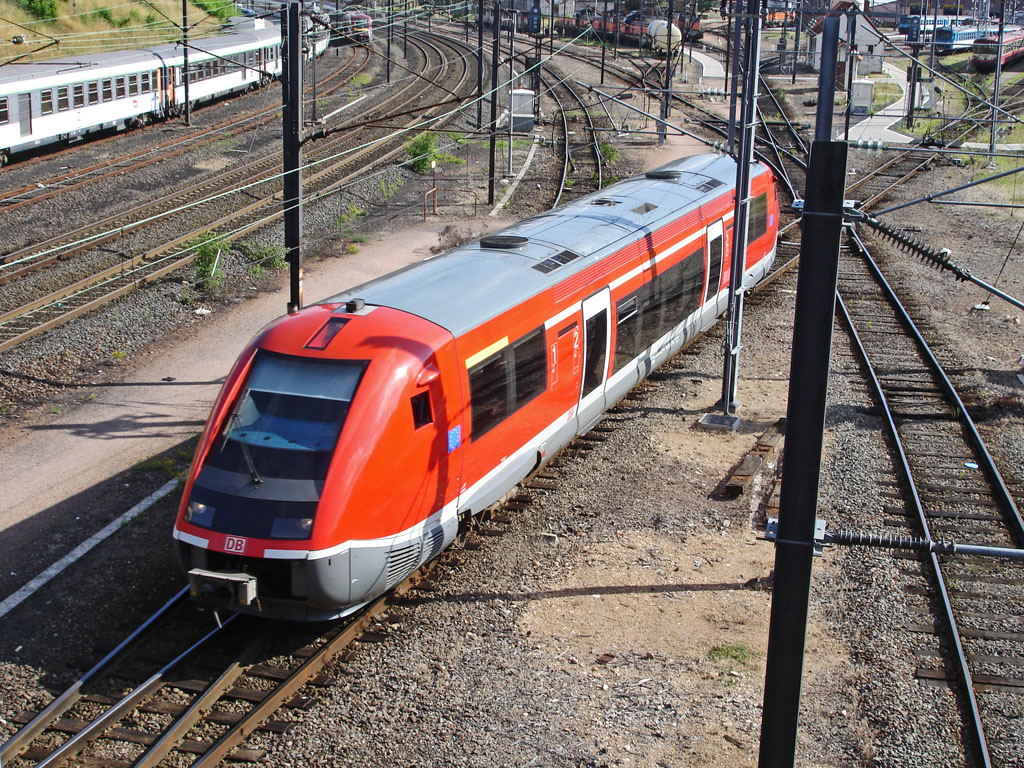
ドイツ鉄道塗装のX73915

## 運用

### 運行区間
主にフランスとドイツを結ぶ国際列車の運用に就いている。
以下にそれを述べる。
- ザールブリュッケン - ストラスブール - オッフェンブルク
- メス - ザールブリュッケン
- ミュルーズ - ミュルハイム - フライブルク・イム・ブライスガウ

### 配置
全車がストラスブール車両基地に配置されている。